# 福岡の有価証券報告書提出会社一覧
福岡の有価証券報告書提出会社一覧（ふくおかのゆうかしょうけんほうこくしょていしゅつがいしゃいちらん）は、福岡財務支局に有価証券報告書を提出している企業の一覧である。
上場している企業については記述しない。Eではじまるコードは、EDINETコードである。 

## 福岡県
- 福岡サンレイクゴルフ倶楽部 - E04719、みやま市、決算月：3月
- 古賀ゴルフ - E04698、古賀市、決算月：12月
- 麻生 - E01209、飯塚市、決算月：3月
- KBCグループホールディングス - E04387、福岡市、決算月：3月
- 西日本新聞社 - E00697、福岡市、決算月：3月
- 福岡カンツリー倶楽部 - E04647、福岡市、決算月：1月
- テレビ西日本 - E04411、福岡市 、決算月：3月
- 小倉カンツリー倶楽部 - E04650、北九州市、決算月：3月
- テムザック - E02456、宗像市、決算月：北九州市 、決算月：12月
- 福岡銀行 - E03591、福岡市 、決算月：3月
- JTC - E34891、福岡市 、決算月：2月

## 佐賀県
- 深川製磁 - E01132、有田町、決算月：3月
- 佐賀共栄銀行 - E03676、佐賀市、決算月：3月
- 松尾建設 - E00144、佐賀市、決算月：3月

## 長崎県
- 島原鉄道 - E04137、島原市、決算月：3月
- 長崎放送 - E04390、長崎市、決算月：3月
- 長崎自動車 - E04163、長崎市、決算月：12月

## 福岡財務支局で有価証券報告書が縦覧可能な企業
- 長崎グランドホテル
- フタタ
- 小倉興産
- セントラルユニ
- トヨタカローラ福岡
- JIMOS
- エヌシーみいけ
- 大電
- キューサイ
- 九州親和ホールディングス
- トクスイコーポレーション
- 西日本ビル
- 博多ステーションビル
- エフエム長崎
- 九州通信ネットワーク
- ティー・ヴィー・キュー九州放送
- エフエム九州
- 福岡スポーツセンター
- シスメックスCNA
- 全教研
- ハイマート久留米
- ミサワホーム九州
- ダイレックス
- 岩田屋